# Perenethis simoni
Perenethis simoni är en spindelart som först beskrevs av Roger de Lessert 1916.  Perenethis simoni ingår i släktet Perenethis och familjen vårdnätsspindlar. Inga underarter finns listade i Catalogue of Life.